# Ioan al V-lea de Gaeta
Ioan al V-lea (n. cca. 1010–d. cca. 1040) a fost consul și duce de Gaeta între anii 1012 și 1032.
Ioan era fiul ducelui Ioan al IV-lea cu Sichelgaita, sora ducelui Sergiu al IV-lea de Neapole. În momentul în care i-a succedat tatălui său, el era încă minor (dacă nu cumva s-ar fi născut postum).
Regența a fost disputată între fratele tatălui său, Leon, și senatrix Emilia, bunica pe linie paternă. Între 1014 și 1024, Leon a activat în psotura de co-duce, însă apoi s-a retras la Itri și a abandonat regența în favoarea Emiliei (1025). În 1027, Ioan a acordat refugiu ducelui Sergiu al IV-lea de Neapole, care fusese nevoit să abandoneze Napoli de către trupele ducelui de Capua, Pandulf al IV-lea. Ioan și Sergiu au complotat reluarea Neapolelui și l-au recrutat pentru cauza lor pe mercenarul normand Rainulf Drengot.
Mai târziu, când Rainulf Drengot a revenit alături de Pandulf al IV-lea de Capua, Ioan al V-lea a fost lovit direct de alianța longobardo-normandă. Astfel, în 1032, Pandulf a cucerit Gaeta, iar Ioan a trebuit să se ascundă, continuând totuși să îl hărțuiască pe Pandulf și încercând să reia controlul asupra teritoriului din jurul capitalei sale. A murit în jurul anului 1040.